# Clofenciclan
Clofenciclan (auch: Chlorphencyclan, Tonquil) ist ein Arzneistoff, der 1998 als US-Patent angemeldet worden war. Als Indikation war die Behandlung von Drogen- und Alkoholabhängigkeit angegeben worden.
In den 1960er Jahren wurde Clofenciclan als Sedativum eingesetzt, auch als Kombination mit dem Neuroleptikum Thiopropazat unter dem Namen Vesitan.
In der Europäischen Union und in der Schweiz gilt für Clofenciclan Zollfreiheit.